# Габор, Андор
Андор Габор (венг. Gábor Andor; 24 января 1884, Уйнеппушта — 21 января 1953, Будапешт) — венгерский поэт, переводчик и драматург.

## Биография
Родился 24 января 1884 года на западе современной Венгрии в местечке Уйнеппуста.
Литературную деятельность начал в 1905 году.
Принимал участие в венгерской революции 1918—1919 годов. Руководил театрами Венгерской советской республики. После поражения революции был арестован. В 1920 году эмигрировал, жил в Австрии, Германии (где был собственным корреспондентом «Правды»), а с 1933 по 1945 — в СССР. В 1945 вернулся в Венгрию, где стал первым главным редактором юмористического журнала «Ludas Matyi».
Автор пьес «Вперёд» (1914), «Красавица» (1916), «Принц» (1918), драмы «Палика» (1916), комедии «Американский дядюшка», романа «Доктор Никто» (1918). Также писал тексты песен, куплеты, либретто для оперетт Альберта Сирмаи, скетчи. Габор перевёл на венгерский язык пьесы «Егор Булычов и другие», «Русский вопрос». В своих стихах описал ужасы белого террора и хортистской реакции.
Похоронен на кладбище Керепеши.